# Barrage de Kemer
Le barrage de Kemer est un barrage situé près du village de Kemer dans le district de Bozdoğan de la province d'Aydın en Turquie.

## Sources
- (en) www.dsi.gov.tr/tricold/kemer.htm Site de l'agence gouvernementale turque des travaux hydrauliques